# 蝶乃舞
蝶乃 舞（ちょうの まい）は、ドバイ在住の日本の著者、起業家、投資家。
インターネットタレント。歌手。

## 略歴
東京都港区出身。山羊座のA型。
早稲田大学理工学部数学科卒。
大学在学中に起業し学生結婚、卒業後、2003年に出産、2005年に遊雅セレブリティ株式会社を設立。
2010年、インターネットマーケティングを学ぶオンラインスクールシビスを設立。
2012年、通信制高校と提携し、引きこもりの高校生が数学の単位を取れる初のオンラインスクールとなる。
2014年、ワールドベンチャーズというアメリカの旅行系MLMに参入し、３ヶ月で最高タイトルを獲得。
2015年、シンガポールに移住。
2018年、ワールドベンチャーズでダブルIMD。
2018年、ラッパ我リヤのMr.Qが提供した「IMA」という曲で、ラッパーMAIとして歌手デビュー。
2019年、ワールドベンチャーズでトリプルIMD。世界800万人中２位、女性では１位、アジアで１位。
2020年、ドバイに移住。

## 人物
本名高嶋美里。
大学在学中19才で起業、学生結婚の末、24才で不妊治療、双子を出産。
夫は東大卒の医者。
双子の１人が重度の心臓病で、手術費に1億円かかると言われたことがきっかけで、インターネットビジネスの世界に入る。
心臓病の乳幼児を抱えながら、携帯アフィリエイトで年収2億円になり、ネットビジネスの女王と呼ばれる。
初めて手掛けた海外のMLMで、３ヶ月で世界一になり海外で表彰される。
日本で一番広い18億円のマンションでテレビ出演。
日本より中国で有名。
初めて自力でお金を稼いだのは5歳の時。
趣味は海外旅行、ガーデニング、小説を書くこと。
書道の師範。
学生時代の部活は演劇部。一時、舞台女優を目指したが起業の道を選ぶ。
米田弥央は大学時代の先輩。
与沢翼は大学の後輩でビジネスパートナーだった。

## 著書
- 人見知りが武器になる～ムリに話さずココロをつかむ36の極意（幻冬舎　2014/11）
- マンガの主人公に学ぶビジネスの成功法則（クリーク・アンド・リバー社, 2014/12）
- あなたの1日を3時間増やす超整理術（角川書店　2014/2）香港、韓国、台湾で翻訳
- 子育て・在宅で3億稼ぐ主婦の成功法則（幻冬舎　2014/1）香港、韓国、台湾で翻訳
- ソーシャル有名人になるためのメッセージ術（ゴマブックス　2013/7）
- 直感力　幸運を引き寄せるインスピレーションの魔法（ゴマブックス　2013/5）
- 「今すぐ」やれば幸運体質！-すべてが一気に好転しはじめる「たったひとつの習慣」（DO BOOKS 2012/3）
- 告白します。私は夫に内緒で２億円稼ぎました。（インフォトップ出版　2008/12）

## 音楽
アーティスト名：MAI
タイトル：IMA
レーベル：The Money Records(http://goo.gl/fnaRvc)
（The Money Records 2018/12）

## テレビ出演
- 関西テレビ「ウラマヨ！」 300回記念　春の2時間SP！（2016/4）
- フジテレビ「バイキング！」出演 フジテレビ「バイキング！」の『デキる女社長に学ぶ！セレブ検定』（2014/12）
- TBS「Gメン99 SP」（2014/9）
- TBS「Gメン99 SP」〈日本の１％しかいない億万長者ってどんな人？スペシャル〉（2014/4）
- テレビ朝日「お願い！ランキング」 〈芸能人最強の占い師ゲッターズ飯田の金持ち風水ランキング〉（2014/4）
- 読売テレビ「おカネさま！お金に好かれる秘密大公開SP」（2013/12）
- テレビ東京未来世紀ジパング（2012/6）
- チバテレビ社会貢献人（2010/9）
- テレビ朝日「ミスマッチランキング」（2010/3）

## 新聞/雑誌
- ゲッターズ飯田の金持ち風水『お金持ちの豪邸を鑑定！』[19]（ゲッターズ飯田著 朝日新聞出版 2014/12/19）
- 女性自身『特集：年５億円稼ぐ女社長３人の"ぶっとび"金銭哲学』（2014年10月14日 発行号）
- ダ・ヴィンチ『あなたの1日を3時間増やす「超整理術」』（No.243 2014年7月号）
- 週刊SPA!特集名「資産1億円超　富裕層の「ドケチ哲学」[20]（2014年6月3日号）
- 週間女性特集「お金と幸運に好かれるための14か条[21]」（2012年6月12日発行号）
- 日刊スゴイ人[22]（2011年9月9日）
- 東都よみうり（2011年8月5日）
- WEBマガジン DI-VE[23]（2008年10月）
- 10月特集「カリスマが求めた何よりも大切なもの」前編
- 10月特集「カリスマが求めた何よりも大切なもの」後編
- 資金ゼロ！ノーリスク！儲かる究極のネットビジネス[24] (三才ブックス 2007/10/12）
- 携帯アフィリエイト ぼろ儲け術 実戦編[25] (辰巳出版 2007/6/28）